# Plagiostoma devexum
Plagiostoma devexum är en svampart som först beskrevs av Jean Baptiste Desmazières, och fick sitt nu gällande namn av Karl Wilhelm Gottlieb Leopold Fuckel 1870. Plagiostoma devexum ingår i släktet Plagiostoma och familjen Gnomoniaceae.  Arten är reproducerande i Sverige. Inga underarter finns listade i Catalogue of Life.